# 대창중학교
대창중학교(大昌中學校)는 대한민국 경상북도 예천군 예천읍 노상리에 있는 사립 중학교이다.

## 학교 연혁
- 1922년 2월 15일 : 예천청년회 주최 예천유도회 후원 아래 사설 대창학원 설립
- 1922년 2월 15일 : 벽천 김석희 선생 원장 취임
- 1927년 3월 2일 : 객사 이전 공사 준공(1동 120평)
- 1947년 2월 15일 : 대창공민학교로 교명 변경
- 1947년 11월 1일 : 대창공민중학교로 승격
- 1948년 7월 26일 : 대창중학원(大昌中學院)으로 교명 변경
- 1949년 1월 17일 : 재단법인 대창학원 설립 인가, 대창초급중학교 설립 인가
- 1949년 1월 17일 : 초대 김석희 교장 취임
- 1950년 6월 1일 : 대창중학교로 교명 변경
- 1973년 12월 30일 : 음악 및 미술실(2층 140평) 준공
- 1979년 4월 19일 : 도서관 개관
- 2002년 7월 25일 : 다목적 교실 준공
- 2012년 9월 1일 : 제4대 김경호 이사장 취임
- 2013년 10월 28일 : 체육관(송원관) 준공
- 2024년 1월 5일 : 제74회 졸업식 거행(졸업생 41명, 누적 졸업생 10,157명)
- 2024년 3월 1일 : 제10대 권오휘 교장 취임
- 2024년 3월 4일 : 2024학년도 입학식 및 시업식

## 참고 자료
- 대창중학교 - 한국교육학술정보원 학교알리미